# Skršín
Skršín är en ort i Tjeckien.   Den ligger i regionen Ústí nad Labem, i den nordvästra delen av landet, 60 km nordväst om huvudstaden Prag. Skršín ligger 326 meter över havet och antalet invånare är 205.
Terrängen runt Skršín är platt åt sydväst, men åt nordost är den kuperad.Runt Skršín är det ganska glesbefolkat, med 25 invånare per kvadratkilometer. Närmaste större samhälle är Most, 9,3 km väster om Skršín. Trakten runt Skršín består till största delen av jordbruksmark.